# DGA Essais de missiles
DGA Essais de missiles (DGA EM), appelé centre d'essais de lancement de missiles (CELM) jusqu'à fin 2009, est un organisme français qui dépend du ministère des Armées à travers la direction technique de la direction générale de l'Armement (DGA). 
Il y est effectué des essais en vol de missiles de tout type et des tirs sur rails pour des simulations dynamiques. 
Depuis sa création, des militaires français y ont tiré plus de 8 000 missiles, lancé plus de 4 000 cibles aériennes, et réalisé plus de 900 essais sur rails. 
DGA EM est basé :
- à Biscarrosse dans les Landes ;
- à Toulon et sur l'Île du Levant dans le Var ;
- à Saint-Médard-en-Jalles en Gironde.

Le bâtiment d'essais et de mesures (BEM) Monge,  spécialisé basé à Brest, lui est opérationnellement rattaché pour assurer, au large en mer, le suivi de la fin du vol des missiles à longue portée tirés au-dessus de l'Atlantique, notamment les missiles balistiques MSBS.

## Historique
Créé en 1961, la DRME a jusqu'en 1968 pour mission d'organiser les recherches militaires avec comme directeur scientifique Pierre Aigrain, remplacé en 1965 par Jean-Loup Delcroix, en distinguant les recherches scientifiques des recherches techniques, avec leurs deux sous-directions distinctes, dont le regroupement a lieu en 1968 par la création du "Service des recherches", confié à l'ingénieur général Jean Carpentier qui l’organise en neuf groupes, et qui en décembre 1963 avait fondé un groupe informel de travail sur les besoins à long terme de l'informatique de défense (ID), devenu officiel en mai 1964
Le 17 mai 1977, la DRME devient la Direction des recherches études et techniques d’armement (DRET), dirigée par Jean Carpentier avec des activités élargies à des rôles de coordination technique, peu après qu'en mars 1977, la DMA ait été rebaptisée DGA, et l'ingénieur général Henri Martre nommé nouveau Délégué général pour l’Armement. 

### Site Landes (ex - centre d'essais des Landes ou CEL)
Le 4 juillet 1962, après la signature des accords d'Évian qui prévoyaient la fermeture du centre interarmées d'essais d'engins spéciaux (CIEES) situé à Colomb-Béchar, le gouvernement français décide de créer un centre d'essais de missiles dans le Sud-Ouest de la France, entre Biscarrosse et Mimizan. Le centre d'essais des Landes (CEL) doit permettre de tester à la fois des engins tactiques, des missiles tactiques nucléaires (300 km de portée) et des missiles stratégiques (3 000 km de portée). La séparation des activités militaires et civiles conduisit à créer le centre spatial de Kourou en Guyane.

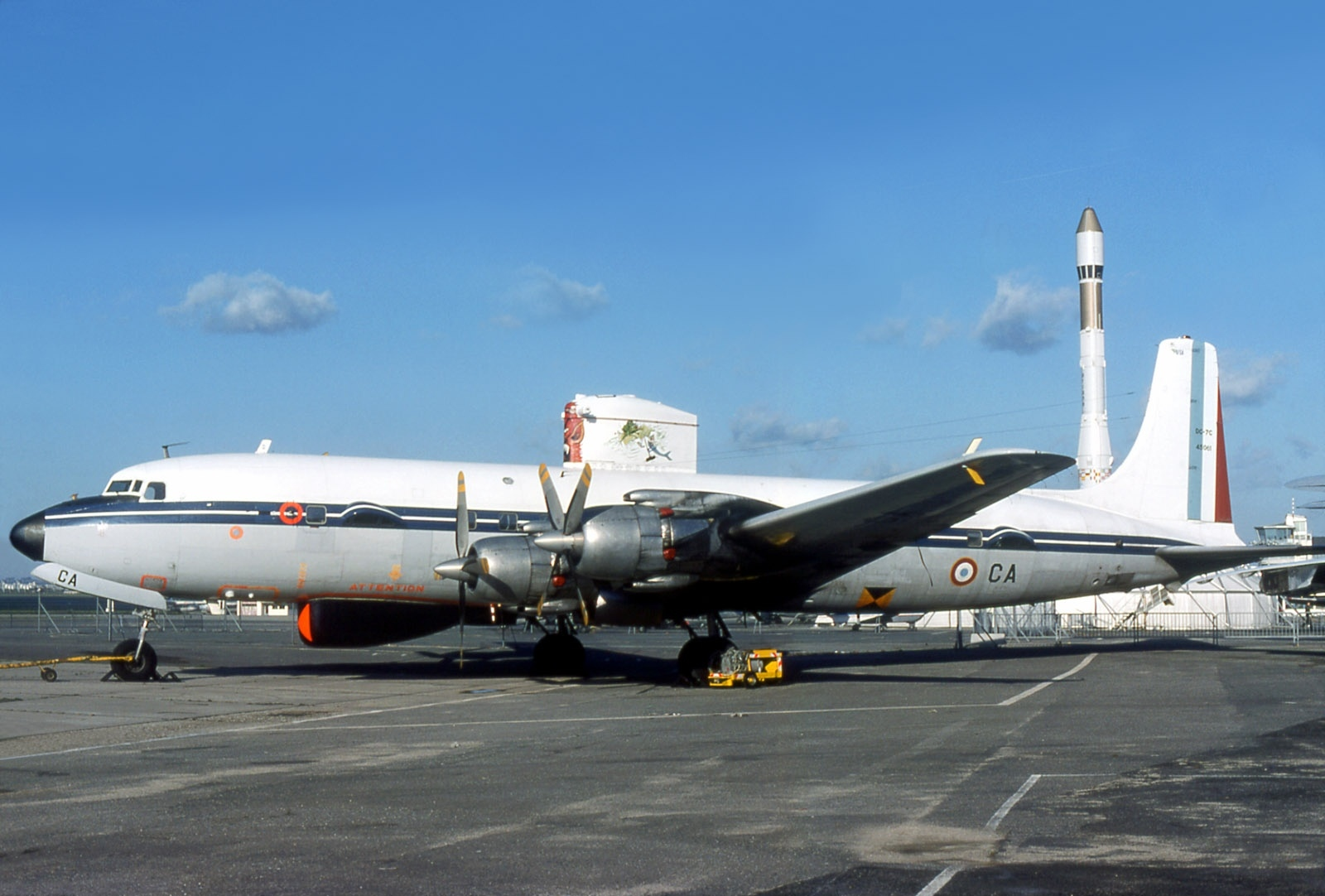
Douglas DC-7 utilisé au centre d'essais des Landes dans les années 1960-1970, ici au musée de l'Air du Bourget en 1977.

À Biscarrosse, les moyens d'essais nécessaires sont rapatriés du CIEES ou lancés en fabrication. La société pour l'étude et la réalisation d'engins balistiques (SEREB) réalise la base de lancements balistiques (BLB) pour la préparation et le tir des missiles sol-sol balistiques stratégiques (SSBS) et mer-sol balistiques stratégiques (MSBS). Les tirs de missiles SSBS sont réalisés depuis un silo multicoups depuis la base pré-opérationnelle en direction de l'Atlantique. Ces tirs permettaient d'asseoir et de démontrer la crédibilité de la force de frappe, de valider les performances du missile et de valider les procédures de mise en œuvre et d'utilisation au sol. 
À Hourtin, dans les Landes, est créée une station de flanquement, afin de prendre le relais des moyens de Biscarrosse après quelques dizaines de secondes de vol propulsé. Cette station est équipée de moyens de télémesure (l'antenne est installée sur la deuxième tour du phare d'Hourtin désaffectée), de télécommande et de trajectographie.
Les essais de missiles tactiques commencent dès mars 1964. Le CEL a permis de tester les différents étages des missiles français comme le véhicule S112 dont les essais avaient débuté au CIEES, le véhicule S01 de portée réduite, les véhicules M012 et M013, le MSBS M1, le véhicule S02, le SSBS S2, les MSBS M2 et M20, le SSBS S3, MSBS M4 et enfin le MSBS M45. Il y eut également des essais des missiles nucléaires tactiques : Pluton (propulseur Styx) à partir de 1968, puis Hadès (propulseur Acheron) à partir de 1988.
De 1964 à 1968, quelques tirs (M1 principalement) ont été effectués depuis l’Île du Levant, dans une structure qui deviendra quelques années plus tard le centre d'essais de la Méditerranée (CEM).
Les campagnes de tirs sont réalisées comme pour un tir réel. Un missile est prélevé du plateau d'Albion, désassemblé et envoyé dans les Landes pour être remonté et installé dans un silo. Au cours de la vie opérationnelle du S2, il fut procédé à sept tirs d’exercice, dont cinq se déroulèrent entre décembre 1971 et mars 1977. Pour le S3, le premier tir d'évaluation opérationnelle est réalisé en décembre 1980. 10 tirs se succéderont jusqu'en novembre 1993. Il y eut un total de 52 mises à feu de SSBS depuis les Landes. 
Au total, plus de 9 000 essais en vol de missiles et 900 tirs sur les rails de simulation dynamique ont été réalisés au CEL en 40 ans.
Le CEL a fusionné officiellement le 1er janvier 2005 avec le CEM et le Gerbam pour devenir le CELM : le Centre d'Essais de Lancement de Missiles.

### Site Méditerranée
Le Centre d'Essais de la Méditerranée (CEM) est créé le 13 juillet 1968 et regroupe  les activités, le personnel, l'infrastructure et les équipements du Centre d'Essais et de Recherche d'Engins Spéciaux (CERES) de l'île du Levant, du GTES et du polygone de La Renardière (à proximité de Toulon, pour les essais d'armements navals). Le site comprend la majeure partie de l'Île du Levant et une antenne au Mourillon à l'arsenal de Toulon.

### Site Gironde (ex - centre d'achèvement et d'essais des propulseurs et engins ou CAEPE)
Centre créé initialement comme une antenne du Centre d'essais des propulseurs de Saclay, pour y réaliser les essais des nouveaux propulseurs à poudre destinés aux missiles balistiques de la force de frappe. 
Implanté historiquement à Saint-Médard-en-Jalles, au sein du complexe industriel constitué avec ArianeGroup (ex - Astrium ; ex - Aerospatiale division systèmes balistiques et spatiaux) à Issac et d'ArianeGroup (ex - Groupe SNPE|SNPE) à Saint-Médard même, le centre s'est ensuite développé sur un site plus vaste et isolé à Saint-Jean-d'Illac.
Le centre d’achèvement et d’essais des propulseurs et engins est rattaché à DGA EM le 1er janvier 2011

### Site Lorient (ex - GERBAM Lorient)
Le Groupe d'études et de recherche en balistique armes et munitions (GERBAM) succède au Centre des études de balistique intérieure et extérieure de l'artillerie navale (CEBIEAN) en 1972. Il est cédé à la Marine Nationale en 2010. La Marine Nationale ayant une autre utilisation des terrains que la DGA, une partie des terrains a été cédée à diverses collectivités. 
La fin des zones de tir de la DGA autour de la D158 met fin à la fermeture de la voie pendant les essais de l'armée.

### Bâtiment d'essais et de mesuresMonge(BEMMonge)

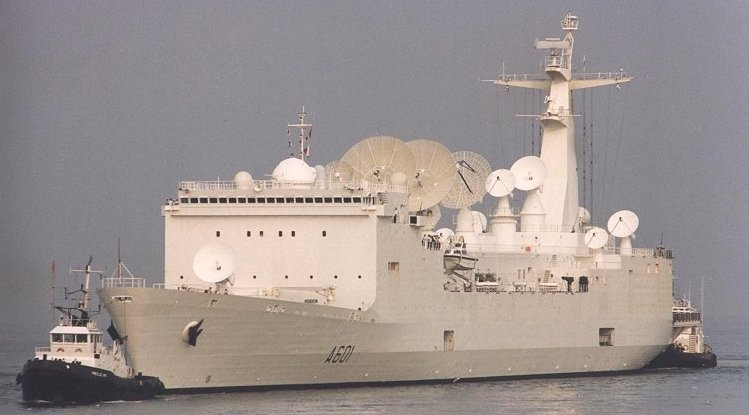
Le Monge

Bâtiment majeur de la Marine nationale (220 mètres, 20 000 tonnes), armé par un équipage mixte de marins et d'ingénieurs de la DGA, le BEM Monge est un maillon indispensable aux essais en vol de missiles à longue portée (missiles stratégiques MSBS, ASMP puis ASMPA etc.) réalisés dans le golfe de Gascogne et jusqu'au centre de l'Atlantique en direction des côtes du Brésil ou de l'Amérique du Nord. 
Pour ces essais, qui sont sa mission principale, il est rattaché opérationnellement au centre DGA EM site Landes, qui assure la conduite de l'essai et la coordination du dispositif de mesures.
Il est équipé de moyens de mesure et d'observation uniques et extrêmement performants (trajectographie à très grande portée, analyse de signature radar d'objets furtifs, réception de télémesures à très haut débit, observations aérologiques in situ à très haute altitude par fusées sonde et LIDAR, observations optiques et analyse de signature infrarouge). Il est apte à embarquer deux hélicoptères de gros tonnage pour assurer la surveillance et le dégagement des zones de danger pour la retombée des missiles en fin de vol.

## Essais en vol du missile MSBS M51
Le centre DGA EM (site Landes de Biscarrosse et ses annexes d'Hourtin, Quimper, ainsi que le BEM Monge) a conduit tous les essais en vol expérimental du missile M51, comme il avait réalisé précédemment tous les essais en vol des missiles balistiques français (plus de 200) de types SSBS et MSBS (à l'exception des essais exploratoires d'engins d'étude dits « Pierres précieuses », réalisés au CIEES de Colomb-Béchar). Ces essais sont réalisés sans arme à bord et ont pour but de tester le vecteur.
- Le premier vol a été effectué le 9 novembre 2006 depuis un pas de tir terrestre à Biscarrosse.
- Le deuxième vol a été effectué le 21 juin 2007 depuis un pas de tir terrestre à Biscarrosse.
- Le troisième vol a été effectué le 13 novembre 2008 depuis un tube de lancement immergé dans un bassin à terre à Biscarrosse.
- Le quatrième vol a été effectué le 27 janvier 2010 depuis le sous-marin nucléaire lanceur d'engins (SNLE-NG) Le Terrible en plongée.
- Le cinquième vol a été effectué le 10 juillet 2010 depuis le SNLE-NG Le Terrible en plongée, et a conduit à prononcer sa qualification et son admission au service actif.
- Le premier vol de la version M51-3 a été effectué le 18 novembre 2023 depuis le site de Biscarrosse.